# Nelabrichthys ornatus
Nelabrichthys ornatus és una espècie de peix de la família dels làbrids i de l'ordre dels perciformes.

## Morfologia
Els mascles poden assolir els 3,9 cm de longitud total.

## Distribució geogràfica
Es troba a Tristan da Cunha i a l'oest de l'Índic.